# Rotterdam Ahoy
Das Rotterdam Ahoy ist eine Veranstaltungshalle in der niederländischen Stadt Rotterdam. Das Veranstaltungszentrum besteht aus sechs Hallen und wird hauptsächlich für Sportveranstaltungen, Konzerte und Kongresse genutzt. Die Ahoy Arena bietet Platz für 16.000 Personen und zählt damit zu den größten Mehrzweckhallen in den Niederlanden.

## Geschichte
Der Grundstein für das heutige Rotterdam Ahoy wurde 1950 gelegt. Nach Abschluss des Umbaus des Rotterdamer Hafens im Jahre 1950, fand dort die Ausstellung Rotterdam Ahoi! statt. Bis 1966 wurden die Räumlichkeiten dieser Veranstaltung unter dem Namen Ahoy Hall betrieben. So fand hier beispielsweise auch 1955 die Ausstellung Nationale Energie Manifestatie statt. 1966 wurde dann allerdings entschieden, die Halle abzureißen. Heute steht auf diesem Gelände das Erasmus MC-Krankenhaus Rotterdam.
So begannen 1967 die Bauarbeiten zum Sportpaleis van Ahoy auf dem alten Gelände eines Hubschrauberlandeplatzes am Hofdijk / Pompenburg. Der Sportpaleis mit eingebauter Radrennbahn und drei Ausstellungshallen wurden 1970 fertiggestellt und am 15. Januar 1971 von Prinz Claus feierlich eröffnet. 1980 wurde eine Erweiterung um zwei Hallen (damals Leuvehal und Eemhal) realisiert.
1988 wurde beschlossen, den Komplex zu renovieren, um den steigenden Nutzerzahlen gerecht zu werden. Es wurde viel Wert darauf gelegt, die mechanischen und elektrischen Anlagen auf den neuesten Stand zu bringen. Die wenig genutzte Radbahn wurde abgebaut, um die Kapazität für Konzerte zu erhöhen.
Eine weitere Renovierung wurde 1997 durchgeführt, um die weiter steigenden Besucherzahlen zu befriedigen. Das Veranstaltungszentrum wurde um eine sechste Veranstaltungshalle (die Schelde-Halle) und eine Empfangshalle (die Plaza) erweitert. Angrenzend an diesen multifunktionalen Raum wurden Büros, Catering-Betriebe sowie kleinere Konferenz- und Besprechungsräume realisiert. Der Eingang zum Sportpaleis wurde ebenfalls neu gestaltet. Außerdem verschwand die direkte Brückenverbindung des Komplexes mit der U-Bahn-Station und dem Einkaufszentrum Zuidplein. Die Brücke wurde teilweise entfernt, und der Gehweg endete an einer Treppe, die zum Platz vor der Plaza führte. Am 3. März 2017 wurde der letzte verbleibende Teil der Brücke abgerissen, nachdem die Brücke von einem Lastwagen erfasst wurde, der gegen einen der Balken der Brücke geprallt war.
1998 erhielt der Veranstaltungskomplex seinen heutigen Namen „Ahoy’ Rotterdam“. 2007 wurde der Apostroph aus den Namen entfernt, sodass seither die Bezeichnung Rotterdam Ahoy genutzt wird.
Der Sportpaleis, seit 2010 Ahoy Arena, wurde zwischen Sommer 2009 und Ende 2010 umfassend modernisiert. Dies ermöglichte es, die Besucherkapazität bei gleichbleibendem Gebäudevolumen zu erhöhen. Die produktionstechnischen Eigenschaften des Gebäudes wurden aufgewertet, um unter anderem den Anforderungen internationaler Popkünstler weiterhin gerecht zu werden.

## Heutige Nutzung
Das Veranstaltungszentrum wird regelmäßig für Ausstellungen, Kongresse und Seminare genutzt. Die sechs Hallen mit einer Gesamtfläche von 45.000 m² werden für diese Veranstaltungen genutzt. Eine der Hallen kann seit 2006 zum Theater umgebaut werden (unter dem Namen Ahoy Theatre). Wenn alle Hallen gleichzeitig genutzt werden, hat das Rotterdam Ahoy eine Kapazität von 25.000 Personen.
Jedes Jahr werden in der Anlage viele Sportveranstaltungen organisiert. Hierfür werden sowohl die Hallen als auch die Ahoy Arena genutzt. Neben dem Sport werden in dieser Arena auch Konzerte und andere Großveranstaltungen wie z. B. das North Sea Jazz Festival organisiert. 2006 wurde erstmals wieder eine Radbahn installiert, da das Sechstagerennen von Rotterdam 2006 hier stattfand. Nach dem Ende des Rennens wurde sie allerdings wieder entfernt. Auch für die BMX-Rennsport-Weltmeisterschaften 2014 diente die Arena als Schauplatz.
Zwischen 2016 und 2019 und seit 2022 gastiert die Premier League Darts jeweils an einem Spieltag in der Halle; die COVID-19-Pandemie verhinderte die Austragung in den Jahren 2020 und 2021.
Der Eurovision Song Contest 2020 hätte nach Planung des niederländischen Fernsehsenders NPO 1 am 12., 14. und 16. Mai des Jahres in der Arena stattfinden sollen. Die EBU sagte den Wettbewerb am 18. März 2020 jedoch wegen der COVID-19-Pandemie ab, wodurch dann der Eurovision Song Contest 2021 am 18., 20. und 22. Mai 2021 im Ahoy veranstaltet wurde.

## Galerie

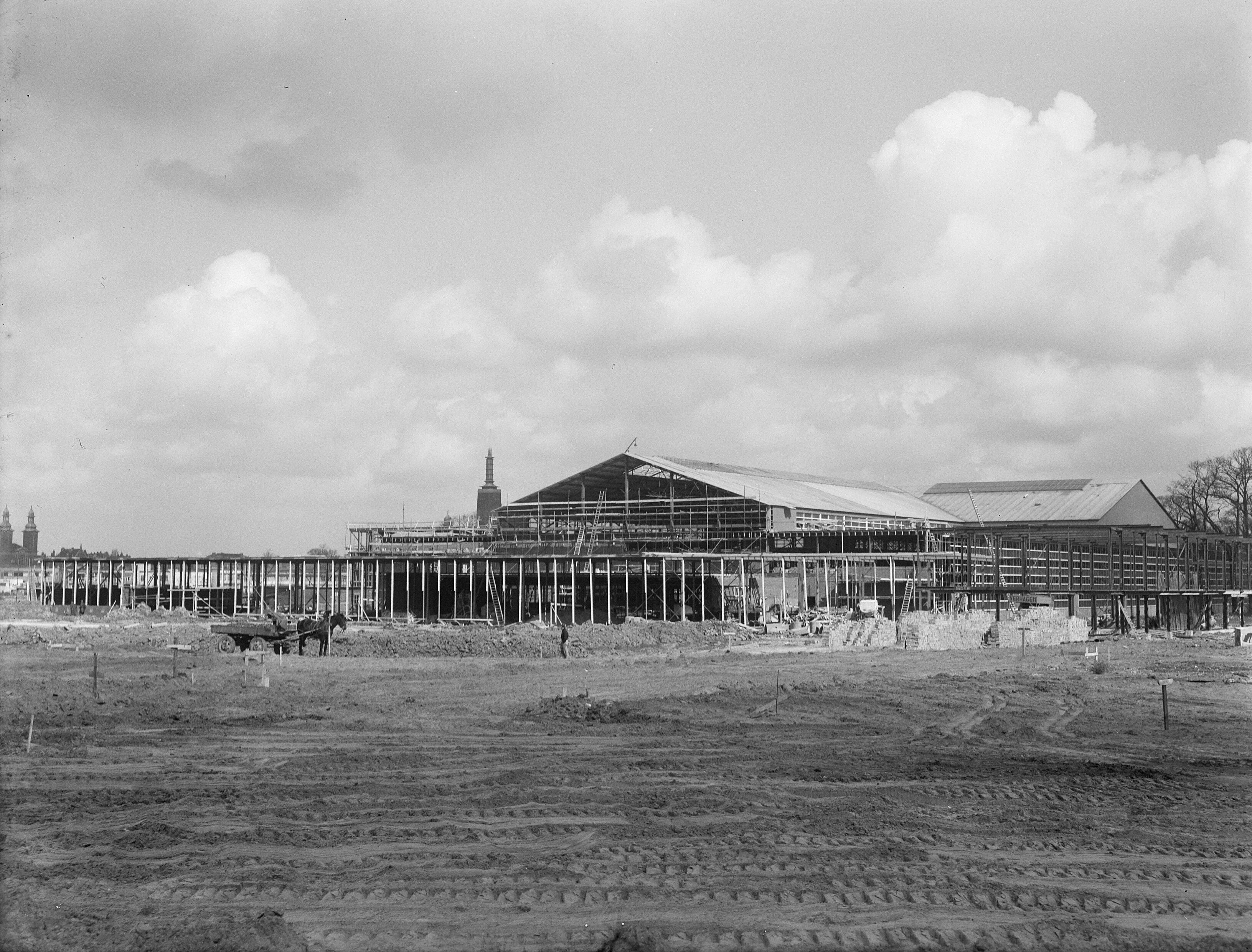
Ahoy Hall 1950
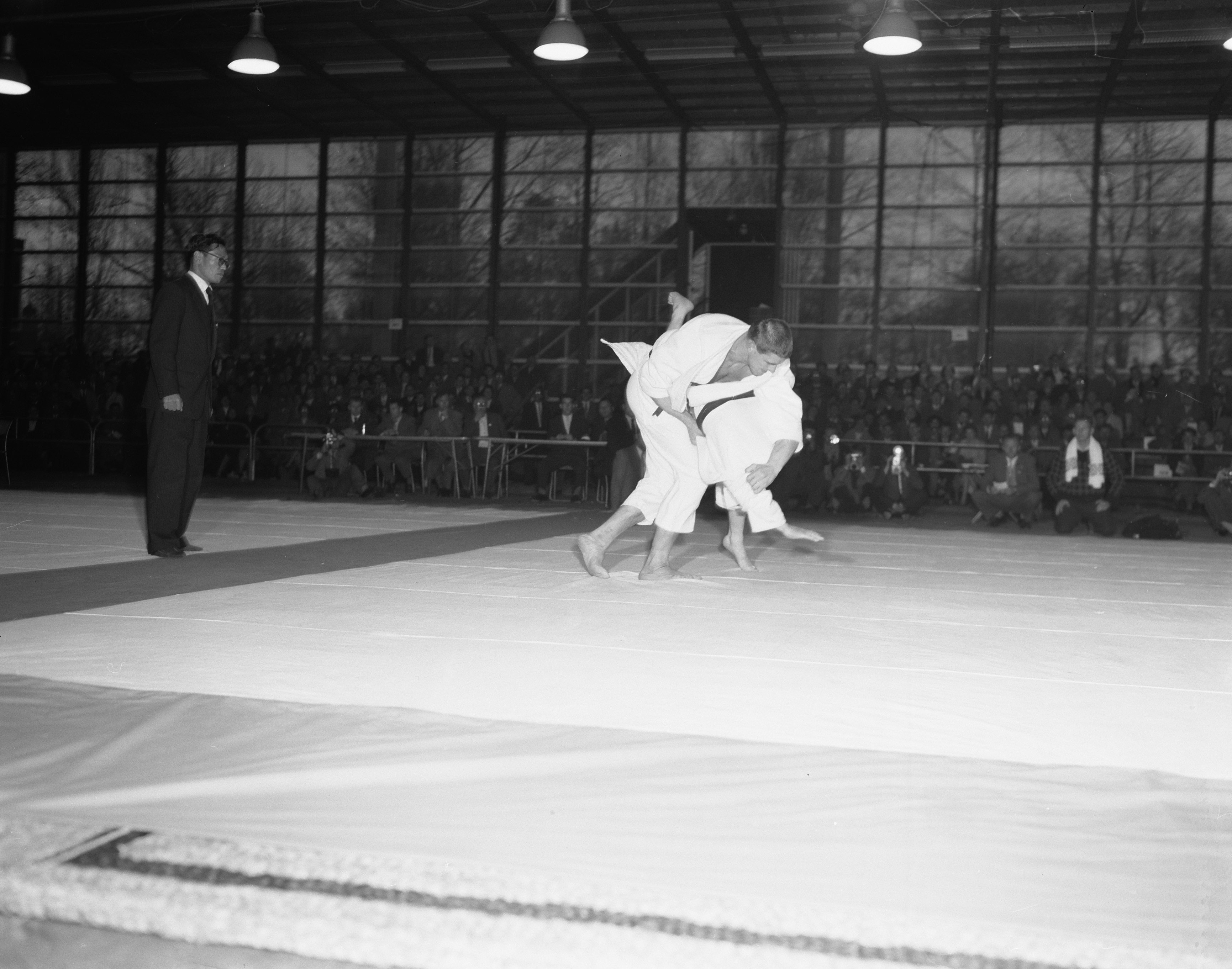
Judo-Europameisterschaften der Männer 1957
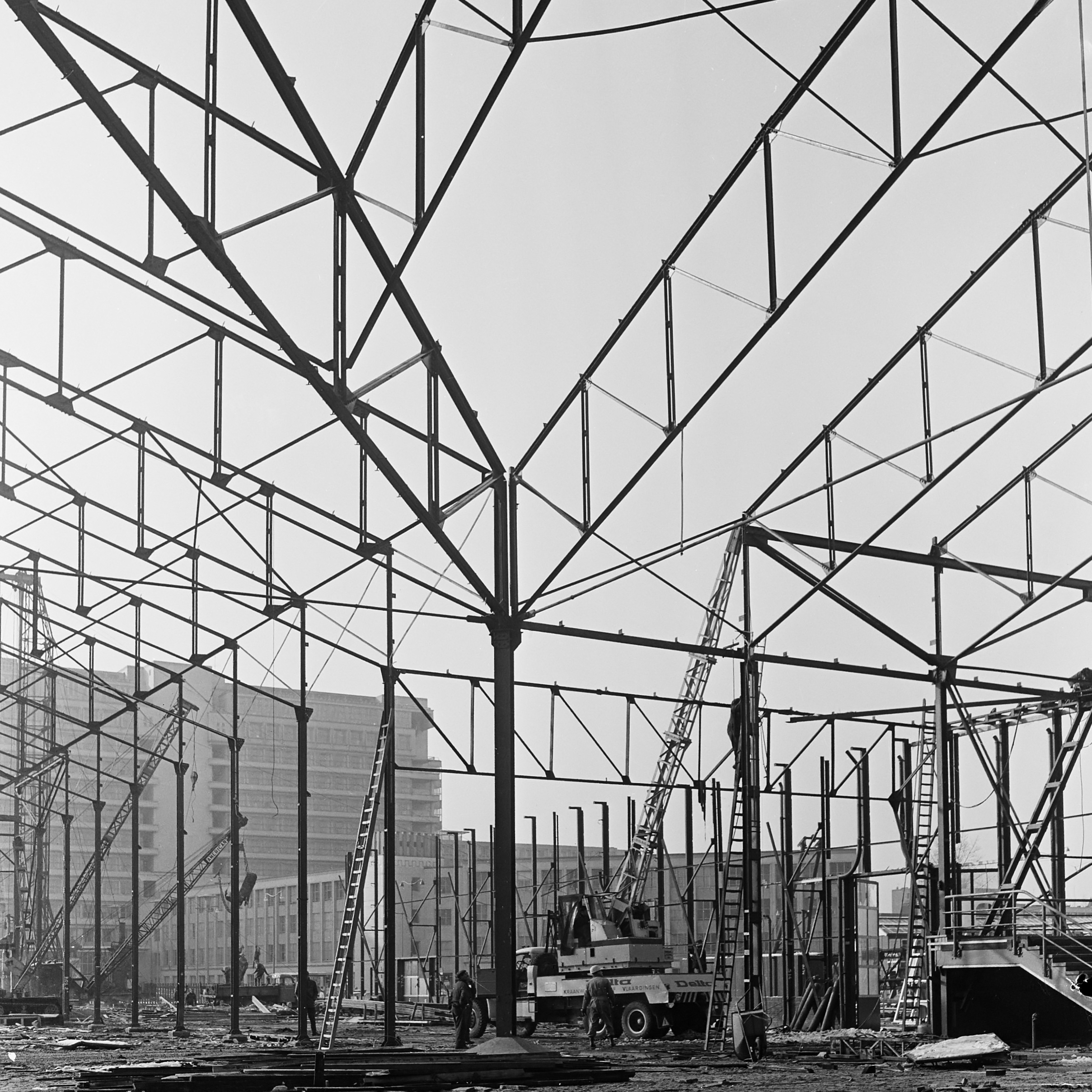
Abriss der Ahoy Hall (1966)
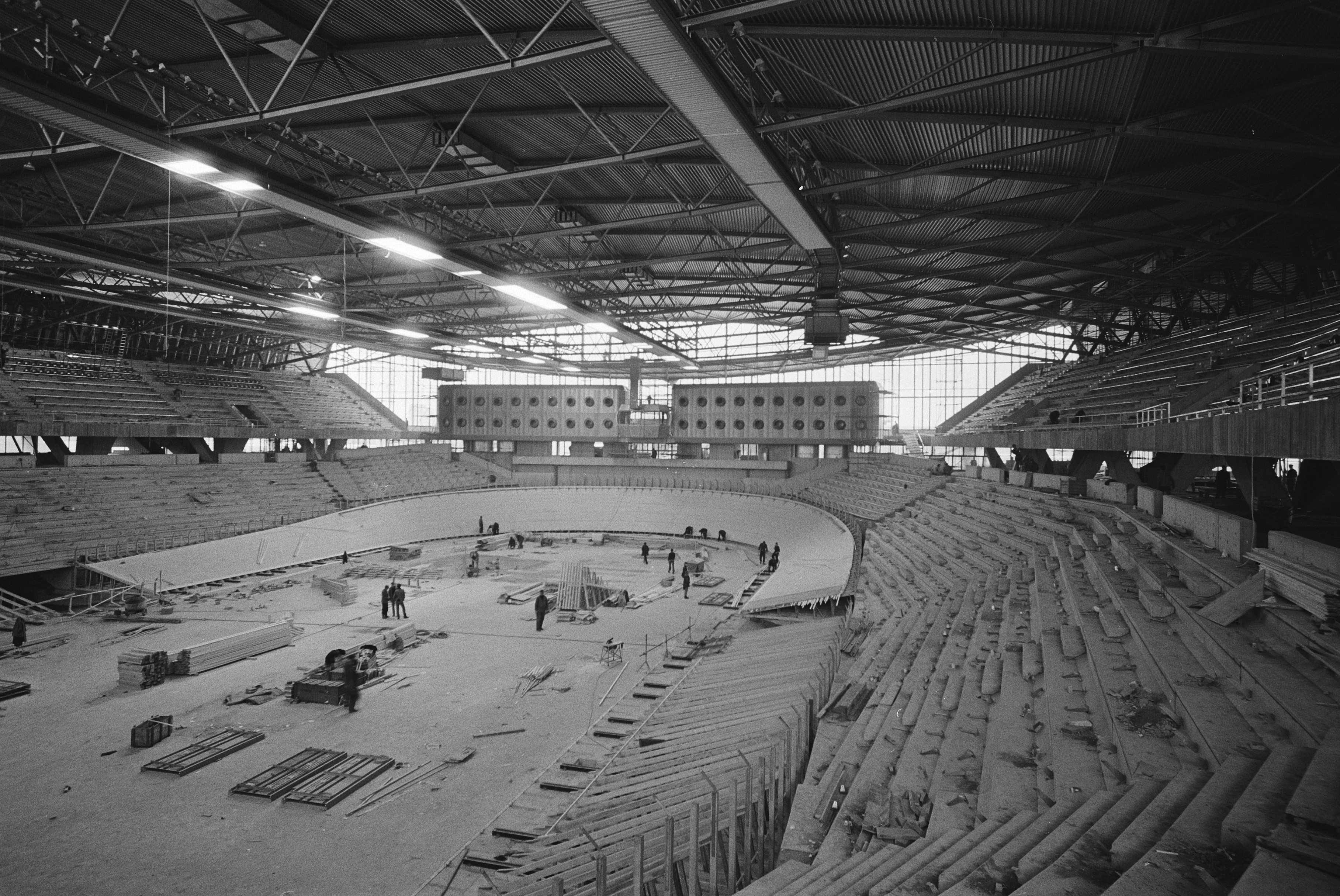
Innenansicht des Sportpaleis kurz vor der Eröffnung (1970)
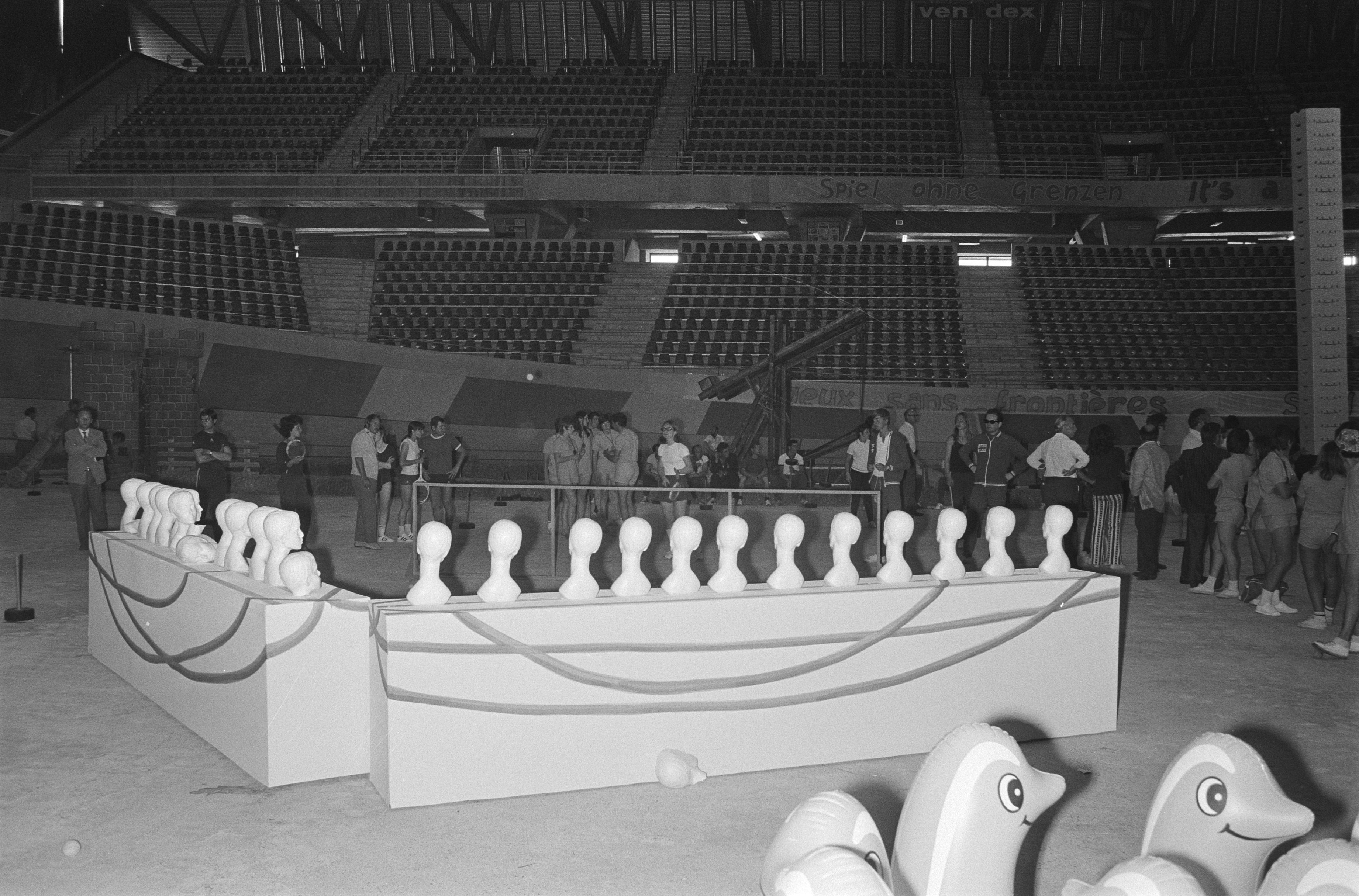
Fernsehsendung Spel zonder grenzen (Spiel ohne Grenzen, 1971)
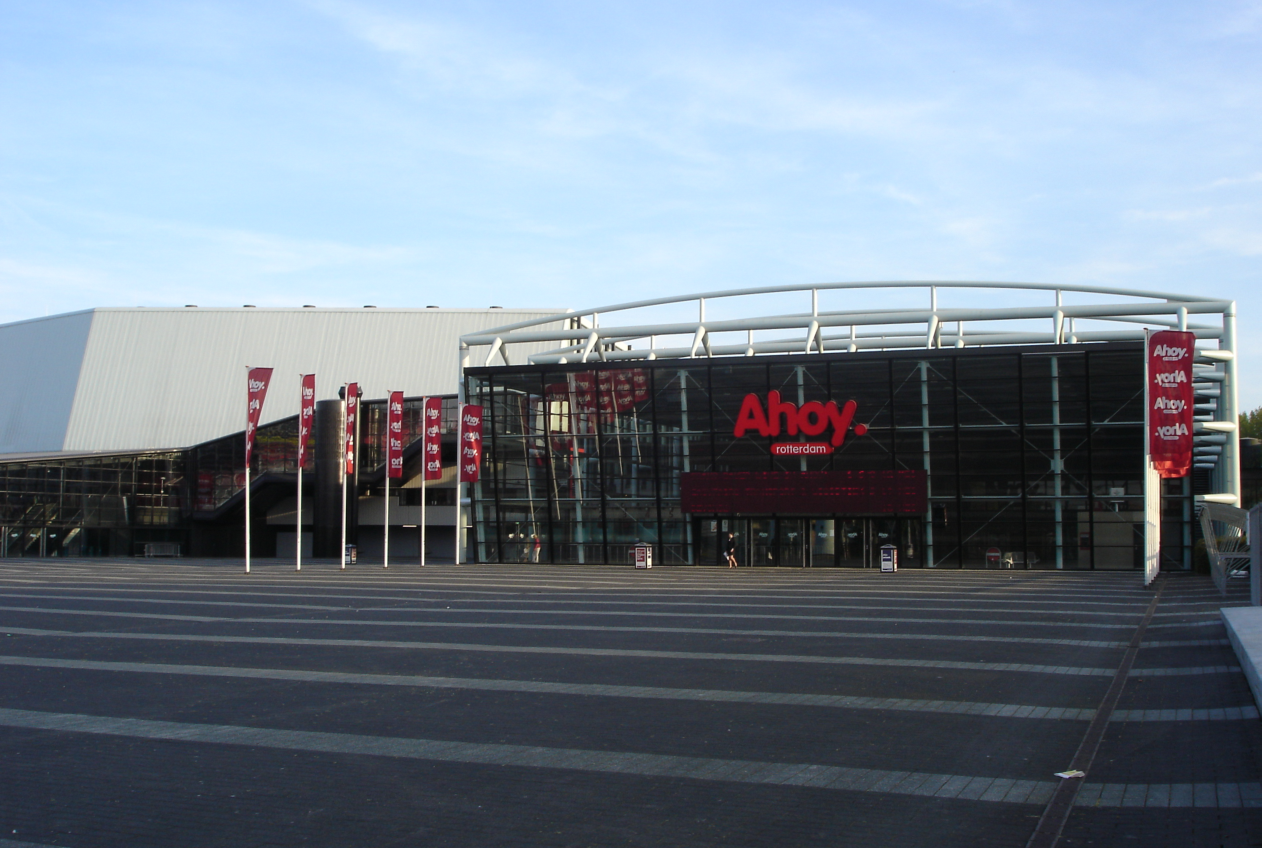
Rotterdam Ahoy Haupteingang (2007)
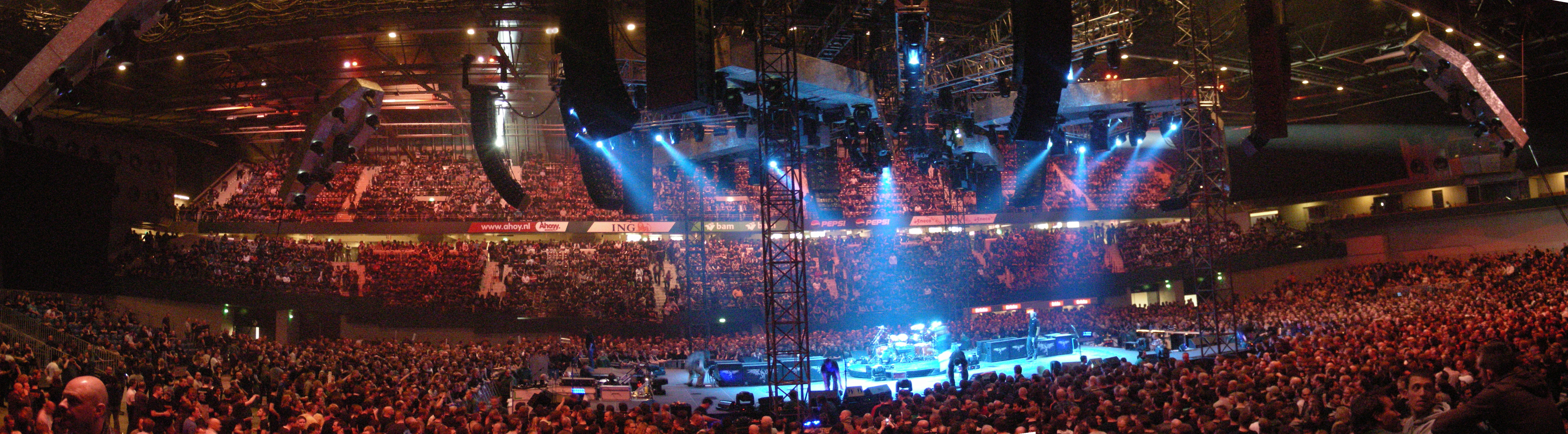
Panorama eines Metallica-Konzerts im Rotterdam Ahoy (2009)
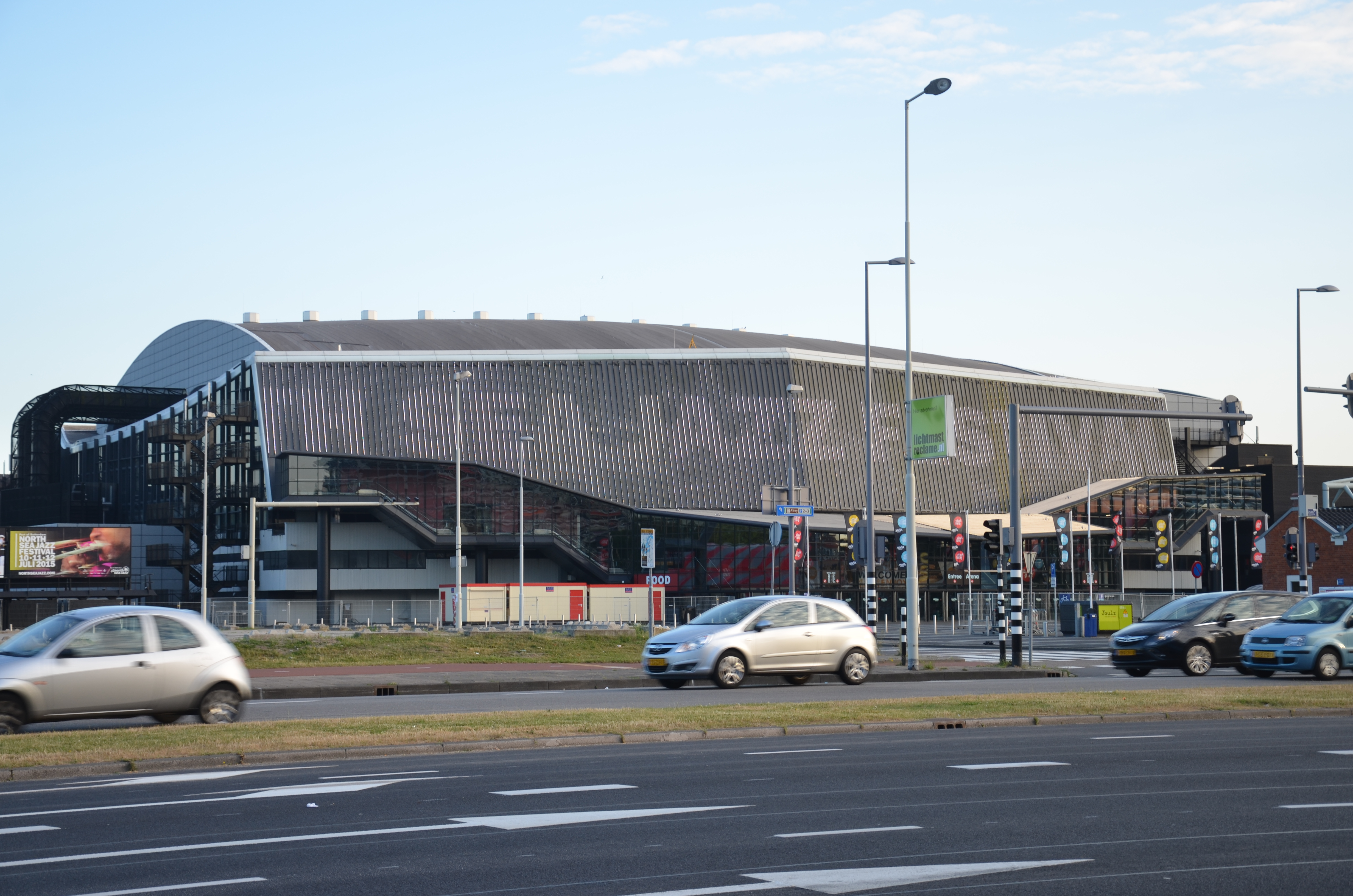
Seitenansicht Rotterdam Ahoy (2015)
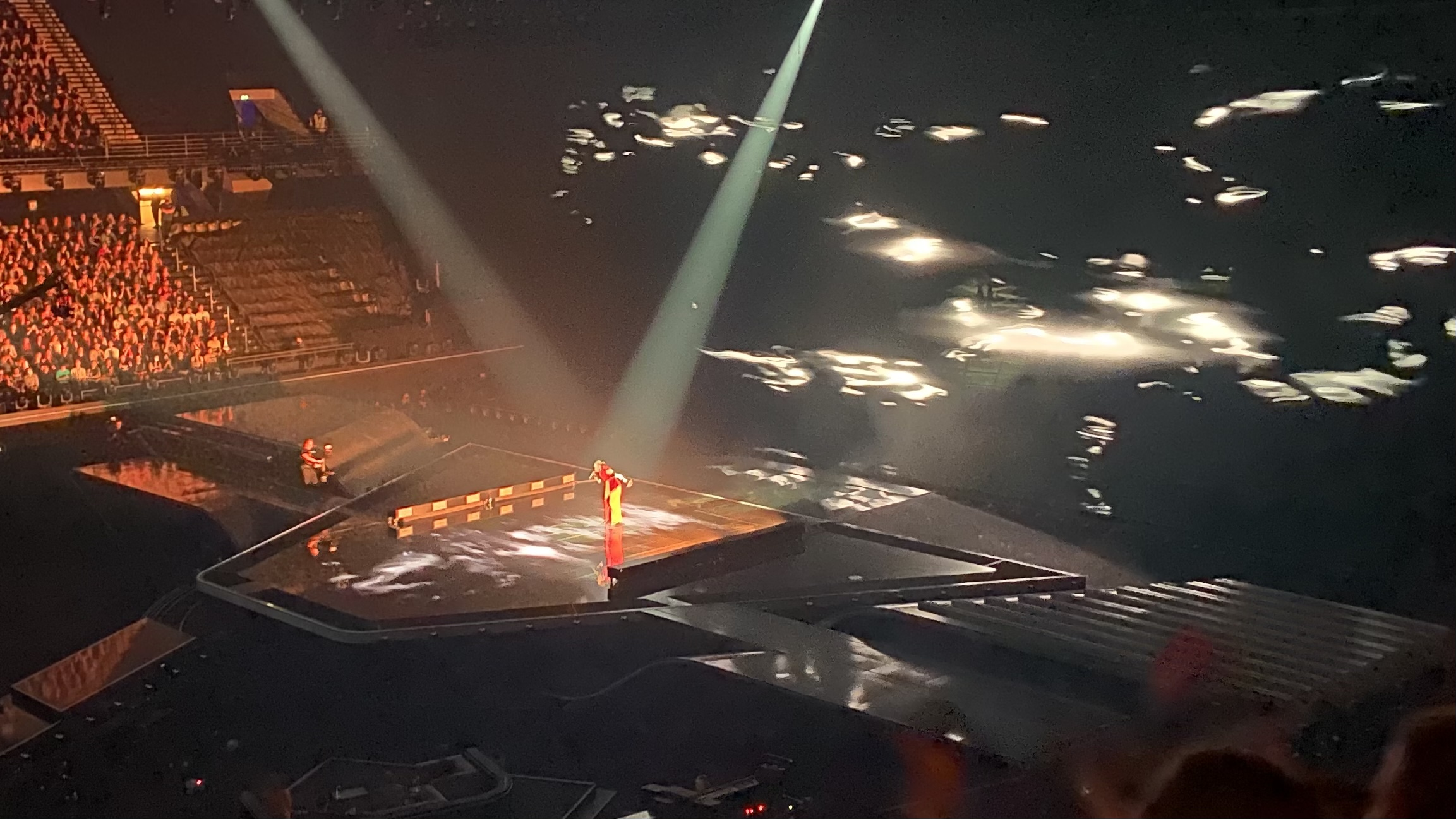
Eurovision Song Contest 2021